# Snow Hill (Maryland)
Snow Hill è un comune degli Stati Uniti d'America, situato nello stato del Maryland, nella contea di Worcester, della quale è il capoluogo.